# Montanhas Medicine Bow

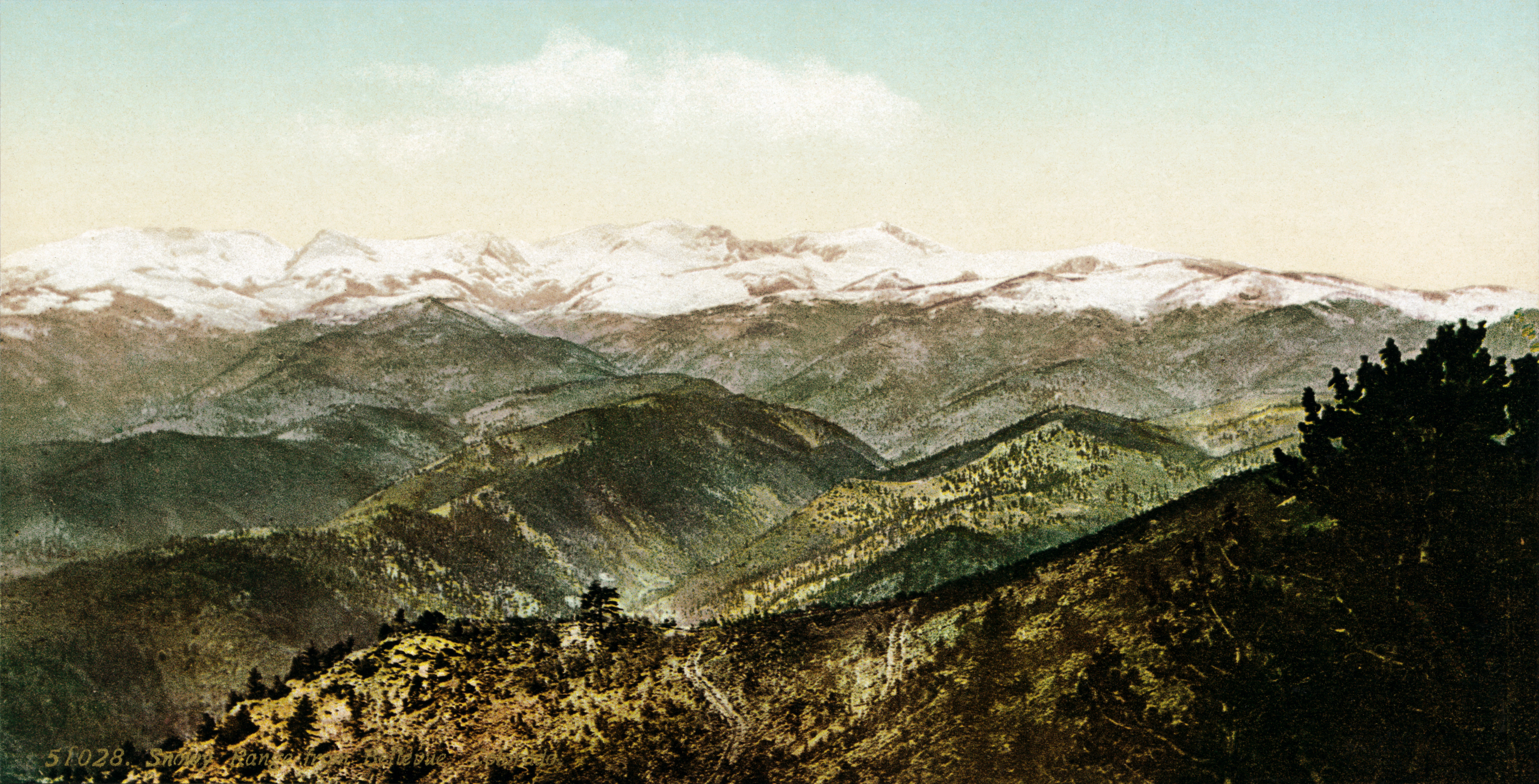

As Montanhas Medicine Bow são uma cordilheira nas Montanhas Rochosas que se estendem por 160 km a partir do norte do estado do Colorado até o sul do Wyoming. Seu pico mais alto é o pico Clark, com 3 947 metros de altitude, localizado na área de proteção de vida selvagem Rawah.